# Plautyra batesi
Plautyra batesi är en tvåvingeart som beskrevs av Edwards 1931. Plautyra batesi ingår i släktet Plautyra och familjen platthornsmyggor. Inga underarter finns listade i Catalogue of Life.